# Heterixalus andrakata
Heterixalus andrakata – gatunek płaza bezogonowego z rodziny sitówkowatych (Hyperoliidae), zasiedlający północno-wschodni Madagaskar. Samce osiągają rozmiar 2,9 cm, a samice 3,2 cm. Występuje głównie w pobliżu pól ryżowych, a jego populacji nie zagraża wyginięcie.

## Morfologia
Jest to średniej wielkości przedstawiciel rodzaju Heterixalus. Samce dorastają do 2,3–2,9 cm, a samice do 2,8–3,2 cm. Grzbiet jest żółty z miejscowymi zielono-niebieskimi lub czarnymi znakowaniami, które na udach układają się w dwa podłużne rzędy. Obecne są dwa fałdy grzbietowo-boczne o żółtawej barwie. Uda, dłonie, stopy, a także brzuszna część kończyn są pomarańczowe. Spód ciała jest białawy.

## Występowanie i siedliska
H. andrakata występuje w północnej i północno-wschodniej części Madagaskaru. Spotykany jest na obszarze pomiędzy miastami Andapa i Sambava (w tym w gminie Andrakata, która jest miejscem typowym) oraz na terenie obszaru chronionego Montagne des Français, być może także w Parku Narodowym Marojejy. Występuje na otwartych przestrzeniach w pobliżu pól ryżowych, na obrzeżach piaszczystych wydm oraz w miastach i wsiach, zwykle do 500 m n.p.m. (maksymalnie do 1780 m n.p.m.). Rozmnaża się w okresowych i stałych zbiornikach wodnych.

## Status
Jest to gatunek najmniejszej troski w związku z dużą populacją i wysokim potencjałem adaptacji.